# Futasujinus laminatus
Futasujinus laminatus är en insektsart som beskrevs av Cai och Shen 1999. Futasujinus laminatus ingår i släktet Futasujinus och familjen dvärgstritar. Inga underarter finns listade i Catalogue of Life.